# Sander Groet
Sander Groet (Volendam, 1969) is een Nederlandse ondernemer en organisator van evenementen.
In 1993 zette Groet tijdens zijn studie het festival Mysteryland op. Voor de tweede editie van het festival benaderde hij ID&T, maar na een financieel verlies ging hij bij het bedrijf werken. Het festival zou later een bekend dance-feest in Nederland worden.
Groet werd uiteindelijk mede-eigenaar van ID&T. Samen met zakenpartners Duncan Stutterheim, Hans Brouwer en Eric-Jan de Rooij kocht hij oude Shell-toren in Amsterdam-Noord en maakte er de A'DAM Toren van.

## Trivia
- In 2018 deed Groet, samen met zijn zoontje, mee aan het televisieprogramma Steenrijk, Straatarm.[7]